# Rose (Street Fighter)
Rose (ローズ Rōzu?) es un personaje ficticio de la serie de videojuegos Street Fighter creado por Capcom. Su primera aparición en la serie fue en Street Fighter Alpha para ser incluido en los sucesivos juegos de lucha.

## Historia
Rose es uno de los personajes más misteriosos y atractivos de Street Fighter. Poderosa psíquica, es poseedora de un enigmático arte místico llamado "Soul Power"(energía antagónica al Psycho Power de Bison) su poder espiritual y sus habilidades psíquicas le dan la ventaja en la batalla ya que puede adivinar los movimientos de su oponente y repeler la energía que es usada en contra de ella. Rose tiene el mismo origen místico que Bison pero cuando el alma de Bison se separó en dos, la parte buena se convirtió en Rose.
Residente en Génova, Italia, Rose conocía la existencia de Bison como una amenaza a destruir; entonces fue cuando Bison se dio cuenta de la existencia de ella como una amenaza. Rose trató de derrotar a Bison, pero no lo consiguió, sin embargo sellò parte de los poderes psíquicos de Bison, por esto después de Street Fighter Alpha 3 en Street Fighter 2 y IV pierde algunos de sus poderes, como por ejemplo su Psico Blast. Más tarde, el hermano de Aprile, una de las Muñecas, le pidió ayuda a Rose, esta consiguió llegar hasta las Muñecas, pero a partir de aquí su paradero fue desconocido.
Lo último que se supo era que, después al morir Bison a manos de Akuma, este regresa en Street Fighter IV ya que tenía preparado un nuevo cuerpo. Tras el regreso se le ve a Bison atrapando a Rose después de que ella derrota a uno de los Seths y lo último que dice es es hora que me regreses lo que es mío haciendo referencia de que Bison por fin obtiene la otra parte de su poder que ella le había quitado. Rose escarba en los recuerdos de Bison antes de ser dejada inconsciente por M. Bison quien, por el momento, le perdona la vida.

## Apariciones

### Street Fighter
Rose aparece brevemente en un episodio de la primera temporada de la serie animada estadounidense Street Fighter, llamado "The Medium is the Message" como un competidor del torneo de Street Fighter en la India. 
También tiene gran relevancia en un capítulo de la segunda temporada que se llama "The Flame and the Rose" en el cual se une a Ken y Blanka para luchar contra Bison.
Tiene una mayor importancia en la adaptación al manga de 1995, Street Fighter Alpha creado por Masahiko Nakahira. En dicha adaptación guía a Ryu para controlar el poder del "Hadou Oscuro". Ese papel también lo realiza en la película "Street Fighter Alpha: The Movie OVA", de 1999.
Rose también hace un pequeño cameo en Marvel Super Heroes vs Street Fighter.

### UDON comics
En el cómic de Street Fighter producido por UDON en colaboración con Capcom, Rose es un miembro del pueblo gitano que es conocida como "Maestro".

### Namco x Capcom
Como ocurrió con Lilith, Rose en principio fue introducida como un enemigo del equipo de héroes de Street Fighter, siendo una sirviente de M.Bison.

### Street Fighter: The Legend of Chun-Li(película de 2009)
Rose aparece esta vez como la hija de M. Bison, a quien antes de nacer este divide su alma y su parte buena es puesta en ella. Después de la muerte de Bison en una de las escenas cortadas, se ve a Rose hablar con Charlie Nash en la Interpol acerca de su padre, para luego ver en un primer plano como el poder psíquico de Rose despierta. En la película se ve a Bison en conflicto, ya que ve a Rose como un peligro, y a la vez, como lo que el más ama en el mundo. La actriz Elizaveta Kiryukhina se encargó en encarnar al personaje.

## Datos adicionales
- Le gusta: el jerez, bañarse.[1]
- Odia: los rayos UV y las mañanas,[1] el despertar de las auras malignas tempranas, a M. Bison especialmente, Satsui no Hadou (Evil Ryu, Akuma), las sandías.
- Pasatiempos: leer el tarot.
- Medidas: 96-57-86.